# Svjetsko prvenstvo u reliju 1991.
Svjetsko prvenstvo u reliju 1991. - pobjednici

## Utrke
| Naziv utrke                                         | Početak-Kraj Datum       | Vozači na podiju                                                    | Automobili na podiju                                                                                         |
| --------------------------------------------------- | ------------------------ | ------------------------------------------------------------------- | --- |
| 59eme Rallye Automobile de Monte-Carlo              | 24. – 30. siječnja       | 1. Carlos Sainz 2. Miki Biasion 3. François Delecour                | 1. Toyota Celica GT-Four 2. Lancia Integrale 16V 3. Ford Sierra RS Cosworth 4x4                              |
| 40st International Swedish Rally                    | 16. – 18. veljače        | 1. Kenneth Eriksson 2. Mats Jonsson 3. Markku Alén                  | 1. Mitsubishi Galant VR-4 2. Toyota Celica GT-Four 3. Subaru Legacy RS                                       |
| 25o Rallye de Portugal                              | 5. – 9. ožujka           | 1. Carlos Sainz 2. Didier Auriol 3. Miki Biasion                    | 1. Toyota Celica GT-Four 2. Lancia Delta Integrale 16V 3. Lancia Delta Integrale 16V                         |
| 39th Martini Safari Rally Kenya                     | 27. ožujka - 1. travnja  | 1. Juha Kankkunen 2. Kenneth Eriksson 3. Jorge Recalde              | 1. Lancia Delta Integrale 16V 2. Toyota Celica GT-Four 3. Lancia Integrale 16V                               |
| 35eme Tour de Corse - Rallye de France              | 28. travnja - 1. svibnja | 1. Carlos Sainz 2. Didier Auriol 3. Gianfranco Cunico               | 1. Toyota Celica GT-Four 2. Lancia Delta Integrale 16V 3. Ford Sierra RS Cosworth 4x4                        |
| 38th Acropolis Rally                                | 2. – 5. lipnja           | 1. Juha Kankkunen 2. Carlos Sainz 3. Miki Biasion                   | 1. Lancia Delta Integrale 16V 2. Toyota Celica GT-Four 3. Lancia Delta Integrale 16V                         |
| 21nd Rothmans Rally of New Zealand                  | 26. – 30. lipnja         | 1. Carlos Sainz 2. Juha Kankkunen 3. Didier Auriol                  | 1. Toyota Celica GT-Four 2. Lancia Delta Integrale 16V 3. Lancia Delta Integrale 16V                         |
| 11o Rally Argentina                                 | 23. – 27. srpnja         | 1. Carlos Sainz 2. Miki Biasion 3. Didier Auriol                    | 1. Toyota Celica GT-Four 2. Lancia Delta Integrale 16V 3. Lancia Delta Integrale 16V                         |
| 41nd 1000 Lakes Rally                               | 22. – 25. kolovoza       | 1. Juha Kankkunen 2. Didier Auriol Timo Salonen 3. Kenneth Eriksson | 1. Lancia Delta Integrale 16V 2. Lancia Delta Integrale 16V Mitsubishi Galant VR-4 3. Mitsubishi Galant VR-4 |
| 4th Telecom Rally Australia                         | 20. – 24. rujna          | 1. Juha Kankkunen 2. Kenneth Eriksson 3. Armin Schwarz              | 1. Lancia Delta Integrale 16V 2. Mitsubishi Galant VR-4 3. Toyota Celica GT-Four                             |
| 33o Rallye Sanremo - Rallye d'Italia                | 13. – 17. listopada      | 1. Didier Auriol 2. Miki Biasion 3. Dario Cerrato                   | 1. Lancia Delta Integrale 16V 2. Lancia Delta Integrale 16V 3. Lancia Delta Integrale 16V                    |
| 23eme Rallye Côte d'Ivoire Bandama                  | 27. – 31. listopada      | 1. Kenjiro Shinozuka 2. Patrick Tauziac 3. Rudi Stohl               | 1. Mitsubishi Galant VR-4 2. Mitsubishi Galant VR-4 3. Audi 90 Quattro                                       |
| 27o Rallye Catalunya-Costa Brava (Rallye de Espana) | 10. – 13. studenoga      | 1. Armin Schwarz 2. Juha Kankkunen 3. François Delecour             | 1. Toyota Celica GT-Four 2. Lancia Delta Integrale 16V 3. Ford Sierra RS Cosworth 4x4                        |
| 47th Lombard RAC Rally                              | 24. – 27. studenoga      | 1. Juha Kankkunen 2. Kenneth Eriksson 3. Carlos Sainz               | 1. Lancia Delta Integrale 16V 2. Mitsubishi Galant VR-4 3. Toyota Celica GT-Four                             |